# Ryszard Tokarski
Ryszard Tokarski (ur. 1947) – polski językoznawca, były rektor Wyższej Szkoły Humanistyczno-Przyrodniczej - Studium Generale Sandomiriense, prof dr hab.
Jest pracownikiem naukowym Instytutu Filologii Polskiej Uniwersytetu Marii Curie-Skłodowskiej oraz Wydziału Humanistycznego WSHPSGS w Sandomierzu. Specjalizuje się w semantyce językoznawczej. Pełnił funkcję wiceprezesa Towarzystwa Naukowego Sandomierskiego.

## Publikacje
- Struktura pola znaczeniowego (1984), Warszawa,Państwowe Wydawnictwo Naukowe
- Znaczenie słowa i jego modyfikacje w tekście  (1987), Lublin, UMCS .
- Semantyka barw we współczesnej polszczyźnie (1995), Lublin, Wydawnictwo UMCS.
- Semantyka tekstu artystycznego (2001) Lublin, Wydawnictwo UMCS (z Anną Pajdzińską)(redakcja).